# .бг
De domeinnaamextensie бг is de cyrillische vorm van de voorgestelde domeinnaamextensie voor Bulgarije. De ASCII-DNS-naam van dit domain zou volgens de officiële regels volgens Internationalized domain name als volgt luiden xn--90ae.

## Geschiedenis
- Op 24 oktober 2007 kondigde het Bulgaarse UNINET aan het .бг-domein aan te vragen.

- Op 23 juni 2008 heeft de regering van Bulgarije het besluit genomen deze nieuwe extensie te willen gebruiken.[2]

- ICANN heeft de aanvraag op 18 mei 2010 afgewezen omdat het domein te veel op het Braziliaanse topleveldomein .br lijkt.[3] In juni 2010 heeft het ministerie besloten niet akkoord te gaan met de afwijzing. Het zou een minachting van de waarde van het cyrillische schrift zijn.[4]

- Op 10 januari 2011 werd bij een onderzoek in Bulgarije vastgesteld dat topleveldomein .бг de voorkeur genoot boven het alternatief .бгр.[5]

- Op 16 maart 2011 heeft ICANN de aanvraag van .бг voor de tweede keer afgewezen.[6]

- Bulgaarse autoriteiten zette vervolgens de discussie voort.[7]

- Op 14 oktober 2014 keurde ICANN's Extended Process Similarity Review Panel (EPSRP) de aanvraag voor .бг goed.[8]

- Op 5 maart 2016 heeft IANA het punycode ccTLD in de rootzone toegevoegd. Bron: whois.iana.org

- Op 10 juni 2016 heeft IANA de creatie van .бг wereldkundig gemaakt.[9]

- On 25 juni 2016 heeft de ICANN het TLD aan Imena.BG Plc gedelegeerd[10]

- Op 12 juli 2016 kwam het eerste domein met cyrillisch schrift.бг (http://имена.бг) online beschikbaar.